# Aterciopelados
Aterciopelados (с исп. — «бархатные») — колумбийская рок-группа.

## История
Группа основана в 1990 году под названием Delia y los Aminoácidos. В 1992 году сменила название на современное Aterciopelados. Основной состав: Андреа Эчеверри (лидер-вокалистка, гитаристка) и Гектор Буитраго (басист, аранжировщик). Aterciopelados приобрела популярность в 1990-е годы: их музыка рассматривалась как новаторская, но критиковалась средствами массовой информации за непривычное сочетание рок-музыки с музыкальным фольклором: мариачи, кумбия, вальенато и другими стилями. Клипы группы ротировались на MTV в Латинской Америке, и в 1997 году они участвовали в MTV Unplugged. В 1997 и 1998 годы альбомы были номинированы на «Грэмми». В 2001 году получили «Латинскую Грэмми» в категории «Лучший рок-альбом дуэта/группы».
Кроме общих альбомов лидеры группы при взаимной поддержке занимались успешными сольными проектами. Альбом «Andrea Echeverri» был номинирован на «Латинскую Грэмми» в 2005 году за «Лучший женский поп-альбом» и на «Грэмми» в 2006 году за «Лучший латинский поп-альбом», и в 2006 году две номинации на Ло Нуэстро. Буитраго в 2006 году выпустил экспериментальный альбом «Conector», в записи которого участвовали Джульета Венегас и Алекс Убаго.

## Дискография
- Con el corazón en la mano, 1993
- El dorado, 1995
- La pipa de la paz, 1996
- Unplugged, 1997
- Caribe atómico, 1998
- Gozo poderoso, 2000
- Evolución, 2001
- Oye, 2006
- Río, 2008